# Tony Awards 2001
Die Verleihung der 55. Tony Awards 2001 (55th Annual Tony Awards) fand am 3. Juni 2001 in der Radio City Music Hall in New York City statt. Moderatoren der Veranstaltung waren Nathan Lane und Matthew Broderick, als Laudatoren fungierten Joan Allen, Dick Cavett, Kristin Chenoweth, Glenn Close, Dame Edna, Edie Falco, Kathleen Freeman, Gina Gershon, Heather Headley, Cherry Jones, Jane Krakowski, Marc Kudisch, Eric McCormack, Audra McDonald, Reba McEntire, Donna McKechnie, Brian Stokes Mitchell, Gwyneth Paltrow, Sarah Jessica Parker, Bernadette Peters, Natasha Richardson, Doris Roberts, Gary Sinise, Lily Tomlin, Henry Winkler und die drei „Broadway Babies“ (Meredith Patterson, Bryn Bowling, and Carol Bentley). Ausgezeichnet wurden Theaterstücke und Musicals der Saison 2000/01, die am Broadway ihre Erstaufführung hatten. Die Preisverleihung wurde von Columbia Broadcasting System im Fernsehen übertragen. Erstmals vergeben wurde die Preiskategorie Best Special Theatrical Event.

## Hintergrund
Die Antoinette Perry Awards for Excellence in Theatre, oder besser bekannt als Tony Awards, werden seit 1947 jährlich in zahlreichen Kategorien für herausragende Leistungen bei Broadway-Produktionen und -Aufführungen der letzten Theatersaison vergeben. Zusätzlich werden verschiedene Sonderpreise, z. B. der Regional Theatre Tony Award, verliehen. Benannt ist die Auszeichnung nach Antoinette Perry. Sie war 1940 Mitbegründerin des wiederbelebten und überarbeiteten American Theatre Wing (ATW). Die Preise wurden nach ihrem Tod im Jahr 1946 vom ATW zu ihrem Gedenken gestiftet und werden bei einer jährlichen Zeremonie in New York City überreicht.
Das Musical The Producers gewann 12 Preise (alle Preise, die möglich waren) und brach damit den 37 Jahre alten Rekord des Musicals Hello, Dolly! The Producers wurde damit zum meistausgezeichneten Musical in der Geschichte der Tony Awards. Der Preis von Mel Brooks in der Kategorie Best Book of a Musical machte ihn zum achten Künstler, der Emmy, Grammy, Oscar und Tony Award (EGOT) gewonnen hat.

## Gewinner und Nominierte

### Theaterstücke
| Kategorie                            | Preisträger         | Theaterstück                            | Nominierungen |
| Bestes Theaterstück                  | David Auburn        | Proof                                   | - The Invention of Love – Tom Stoppard - King Hedley II – August Wilson - The Tale of the Allergist’s Wife – Charles Busch |
| Beste Wiederaufnahme Theaterstück    | Dale Wasserman      | One Flew Over the Cuckoo’s Nest         | - Betrayal - The Best Man - The Search for Signs of Intelligent Life in the Universe |
| Bester Hauptdarsteller Theaterstück  | Richard Easton      | The Invention of Love als A. E. Housman | - Seán Campion in Stones in His Pockets als Jake Quinn - Conleth Hill in Stones in His Pockets als Charlie Conlon - Brian Stokes Mitchell in King Hedley II als King - Gary Sinise in One Flew Over the Cuckoo’s Nest als Randle P. McMurphy |
| Beste Hauptdarstellerin Theaterstück | Mary-Louise Parker  | Proof als Catherine                     | - Juliette Binoche in Betrayal als Emma - Linda Lavin in The Tale of the Allergist’s Wife als Marjorie Taub - Jean Smart in The Man Who Came to Dinner als Lorraine Sheldon - Leslie Uggams in King Hedley II als Ruby                       |
| Bester Nebendarsteller Theaterstück  | Robert Sean Leonard | The Invention of Love als A. E. Housman | - Charles Brown in King Hedley II als Elmore - Larry Bryggman in Proof als Robert - Michael Hayden in Judgment at Nuremberg als Oscar Rolfe - Ben Shenkman in Proof als Hal                                                                  |
| Beste Nebendarstellerin Theaterstück | Viola Davis         | King Hedley II als Tonya                | - Johanna Day in Proof als Claire - Penny Fuller in The Dinner Party als Gabrielle Buonocelli - Marthe Keller in Judgment at Nuremberg als Mme. Bertholt - Michele Lee in The Tale of the Allergist’s Wife als Lee                           |
| Beste Theaterregie                   | Daniel Sullivan     | Proof                                   | - Marion McClinton – King Hedley II - Ian McElhinney – Stones in His Pockets - Jack O’Brien – The Invention of Love |

### Musicals
| Kategorie                       | Preisträger | Musical                          | Nominierungen |
| Bestes Musical                  | Mel Brooks (Musik und Liedtexte) sowie Thomas Meehan und Mel Brooks (Buch)                                             | The Producers                    | - A Class Act - The Full Monty - Jane Eyre |
| Beste Wiederaufnahme Musical    | Harry Warren (Musik), Al Dubin, Johnny Mercer und Mort Dixon (Liedtexte) sowie Michael Stewart und Mark Bramble (Buch) | 42nd Street                      | - Bells Are Ringing - Follies - The Rocky Horror Show |
| Bester Hauptdarsteller Musical  | Nathan Lane | The Producers als Max Bialystock | - Matthew Broderick in The Producers als Leo Bloom - Kevin Chamberlin in Seussical als Horton the Elephant - Tom Hewitt in The Rocky Horror Show als Frank N Furter - Patrick Wilson in The Full Monty als Jerry Lukowski  |
| Beste Hauptdarstellerin Musical | Christine Ebersole | 42nd Street als Dorothy Brock    | - Blythe Danner in Follies als Phyllis Rogers Stone - Randy Graff in A Class Act als Sophie - Faith Prince in Bells Are Ringing als Ella Peterson - Marla Schaffel in Jane Eyre als Jane Eyre                              |
| Bester Nebendarsteller Musical  | Gary Beach | The Producers als Roger DeBris   | - Roger Bart in The Producers als Carmen Ghia - John Ellison Conlee in The Full Monty als Dave Bukatinsky - André DeShields in The Full Monty als Noah „Horse“ T. Simmons - Brad Oscar in The Producers als Franz Liebkind |
| Beste Nebendarstellerin Musical | Cady Huffman | The Producers als Ulla           | - Polly Bergen in Follies als Carlotta Campion - Kathleen Freeman in The Full Monty als Jeanette Burmeister - Kate Levering in 42nd Street als Peggy Sawyer - Mary Testa in 42nd Street als Maggie Jones                   |
| Bestes Musicallibretto          | Mel Brooks und Thomas Meehan                                                                                           | The Producers                    | - Linda Kline und Lonny Price – A Class Act - Terrence McNally – The Full Monty - John Caird – Jane Eyre |
| Beste Originalmusik             | Mel Brooks (Musik und Liedtexte)                                                                                       | The Producers                    | - A Class Act – Edward Kleban (Musik und Liedtexte) - The Full Monty – David Yazbek (Musik und Liedtexte) - Jane Eyre – Paul Gordon (Musik und Liedtexte)                                                                  |
| Beste Musicalregie              | Susan Stroman | The Producers                    | - Christopher Ashley – The Rocky Horror Show - Mark Bramble – 42nd Street - Jack O’Brien – The Full Monty |

### Theaterstücke oder Musicals
| Kategorie            | Preisträger       | Theaterstück bzw. Musical | Nominierungen |
| Bestes Bühnenbild    | Robin Wagner      | The Producers             | - Bob Crowley – The Invention of Love - Heidi Ettinger – The Adventures of Tom Sawyer - Douglas W. Schmidt – 42nd Street     |
| Beste Choreographie  | Susan Stroman     | The Producers             | - Jerry Mitchell – The Full Monty - Jim Moore, George Pinney and Jonathan Vanderkolff – Blast! - Randy Skinner – 42nd Street |
| Beste Kostüme        | William Ivey Long | The Producers             | - Theoni V. Aldredge – Follies - Roger Kirk – 42nd Street - David C. Woolard – The Rocky Horror Show                         |
| Bestes Lichtdesign   | Peter Kaczorowski | The Producers             | - Jules Fisher and Peggy Eisenhauer – Jane Eyre - Paul Gallo – 42nd Street - Kenneth Posner – The Adventures of Tom Sawyer   |
| Beste Orchestrierung | Doug Besterman    | The Producers             | - Larry Hochman – A Class Act - Jonathan Tunick – Follies - Harold Wheeler – The Full Monty                                  |

### Sonderpreise (ohne Wettbewerb)
| Kategorie                             | Preisträger                                                                                               | Grund der Preisverleihung               |
| Bestes Theaterevent                   | Blast! |                                         |
| Regional Theatre Award                | Victory Gardens Theater, Chicago, Illinois                                                                |                                         |
| Special Tony Award                    | Paul Gemignani                                                                                            | Special Lifetime Achievement Tony Award |
| Tony Honors for Excellence in Theatre | Betty Corwin und das Theatre on Film and Tape Archive der New York Public Library for the Performing Arts |                                         |
| Tony Honors for Excellence in Theatre | New Dramatists                                                                                            |                                         |
| Tony Honors for Excellence in Theatre | Theatre World                                                                                             |                                         |

## Statistik

### Mehrfache Nominierungen
- 15 Nominierungen: The Producers
- 10 Nominierungen: The Full Monty
- 9 Nominierungen: 42nd Street
- 6 Nominierungen: King Hedley II und Proof
- 5 Nominierungen: A Class Act, Follies, The Invention of Love und Jane Eyre
- 4 Nominierungen: The Rocky Horror Show
- 3 Nominierungen: Stones in His Pockets und The Tale of the Allergist’s Wife
- 2 Nominierungen: The Adventures of Tom Sawyer, Bells Are Ringing, Betrayal, Blast!, Judgment at Nuremberg und One Flew Over the Cuckoo’s Nest

### Mehrfache Gewinne
- 12 Gewinne: The Producers
- 3 Gewinne: Proof
- 2 Gewinne: 42nd Street und The Invention of Love